# رون هويلز
رون هويلز (بالإنجليزية: Ron Howells)‏ (12 يناير 1927 في المملكة المتحدة - 29 ديسمبر 2011) هو لاعب كرة قدم بريطاني في مركز حراسة المرمى. شارك مع منتخب ويلز لكرة القدم. أما مع النوادي، فقد لعب مع سوانزي سيتي وكارديف سيتي ونادي باري تاون يونايتد ونادي تشستر سيتي ونادي ووستر سيتي.

## وصلات خارجية
- رون هويلز على موقع قاعدة بيانات كرة القدم.إي يو (الإنجليزية)